# Peter Ivanovich Maggo
Peter Ivanovich Maggo (en ruso Пётр Иванович Магго; en letón Pēteris Mago; * 1879, Ujesd Dwinsk, Vitebsk, ahora Letonia; † 1941, Moscú) fue un miembro ruso-letón de la Checa, la (O)GPU y la NKVD. Durante la década de 1930, particularmente durante el Gran Terror, fue uno de los verdugos responsables de la ejecución de presuntos enemigos del pueblo, como agente de la OGPU y la NKVD. Al final de su servicio ostentaba el rango de tercer comisario dentro de la NKVD.

## Biografía
Maggo nació en una familia de agricultores letones acomodados. Antes de la Primera Guerra Mundial trabajó como agricultor y se dedicó al cultivo de avena y lino, llegando a ser él mismo un agricultor próspero. Sirvió en el ejército ruso y participó en la represión de la revolución democrático-burguesa rusa de 1905 en Siberia. Maggo carecía de convicciones políticas. Con el estallido de la Primera Guerra Mundial, se ofreció como voluntario y reingresó en el ejército ruso. Durante la guerra fue ascendido a oficial.
Tras la caída del zar Maggo se unió a los bolcheviques en septiembre de 1917, porque los veía como los únicos capaces de restaurar el orden en el país. En el partido se lo conocía como "Mago" (en ruso маг, transliterado: mag). En abril de 1918 Maggo pasó a formas parte de la Checa y trabajó en la unidad de la Cheka de "Sveaborg". Por su crueldad y su disposición a matar personalmente a los "enemigos de la revolución", atrajo sobre sí la atención de Félix Dzerzhinsky y se le asignó a la guardia personal del jefe de la Cheka. Dzerzhinsky utilizó a menudo su guardia personal como pelotón de ejecución para hacer desaparecer sin juicio a quienes lo incomodaban.
Como Maggo se distinguió en esta tarea, fue nombrado desde 1919 guardia en la prisión de la Lubianka, sede de la Checa en Moscú.  En 1920 fue nombrado director de la prisión.  En este cargo no estaba obligado a participar en las ejecuciones de prisioneros, pero lo hacía voluntariamente. Tal comportamiento contrastaba con su aspecto habitual: era tranquilo, educado, con gafas y una pequeña barba y vigilaba las declaraciones de los prisioneros como un maestro del pueblo tomaría la lección a sus alumnos.
En 1924 Maggo fue transferido al Consejo Supremo de la Economía Nacional. Este trabajo no fue de su gusto. En 1931 presentó una petición para retomar su actividad como agente dedicado a tareas especiales (la ejecución de sentencias de muerte) dentro del organigrama de la OGPU. La petición de Maggo fue aceptada y poco después ascendió a capitán de la OGPU. Los prisioneros que conocieron a Maggo, afirmaron que deseaba el puesto por el placer que obtenía matando. A diferencia de otros verdugos de la GPU no tenía problemas para matar a las mujeres.
Entre 1931 y 1940 Maggo mató a más de 10.000 personas (3 a 15 personas diarias). "Trabajaba" a menudo los fines de semana y festivos. Después de llevar a cabo las ejecuciones era capaz de comer y emborracharse. A diferencia de otros verdugos de la GPU o la NKVD Maggo siempre tenía apetito. Debido a sus "méritos" fue galardonado con la Orden de la Estrella Roja (1936) y, a continuación, con Orden de la Bandera Roja (1937). A diferencia de muchos otros funcionarios de la policía política soviética, Maggo sirvió a las órdenes de Guénrij Yagoda, Nikolái Yezhov y Lavrenti Beria y no fue eliminado como otros testigos incómodos.
En 1940 Maggo fue dado de baja en los servicios especiales de la NKVD, ya que esa actividad había sido transferido a la jurisdicción militar. Recurrió a Stalin por carta objetando la medida, pero se le respondió que el "líder" tenía sus propios problemas. El alcoholismo de Maggo se agudizó y murió en 1941 de cirrosis hepática. Fue enterrado en el cementerio de Novodevichy, en Moscú.